# ボンヌママン

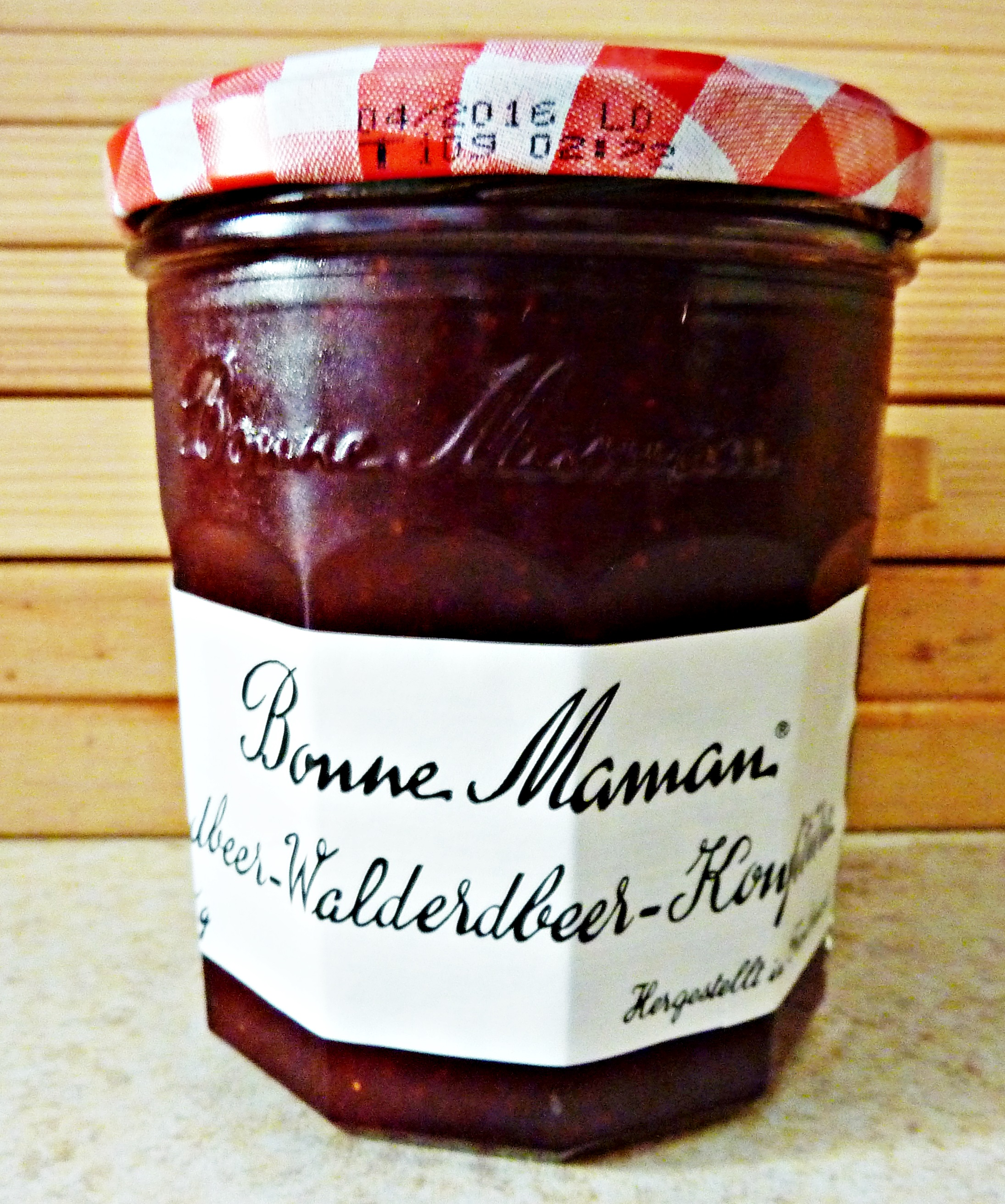
ボンヌママンのベリージャム（ドイツでの販売）

ボンヌママン（フランス語: Bonne Maman）は、フランス・ロット県に本社があるアンドロス社が所有するジャム、マーマレード、コンポート、デザート、ケーキ、ビスケットのブランドで、特にジャムとマーマレードは日本を含めた世界各国のスーパーで広く販売されている。 

## 概要
ボンヌママンは、1971年にアンドロス社が手書き風のラベル、ギンガムのパターン (「ヴィシー」パターン) の蓋を使い、ボンヌ・ママンはフランス語で「おばあさん」という意味で、販売開始した。
アンドロス社は、当社のボンヌママン・ジャムは「キッチンにある5つのシンプルな材料」で作っていて、異性化糖、添加物、防腐剤は使用していないと宣伝している。

## 回収
2025年（令和7年）3月10日までに、日本でボンヌママンを扱っているエスビー食品は、輸入したジャムにカビが発生していたとして約43万個を自主回収すると発表した。エスビー食品は、健康被害の申し出はないと説明した。

## 参照項目
- エスビー食品
- アヲハタ (日本製ジャムなどのブランド)